# Constel·lació del Tucà
El Tucà (Tucana) és una constel·lació de l'hemisferi sud lleugerament més lluminosa que les altres constel·lacions d'aquesta part del cel austral. Aquesta constel·lació fou una de les dotze creades per Pieter Dirkszoon Keyser i Frederick de Houtman entre 1595 i 1597, i que aparegué per primer lloc a l'obra de Johann Bayer Uranometria de 1603.

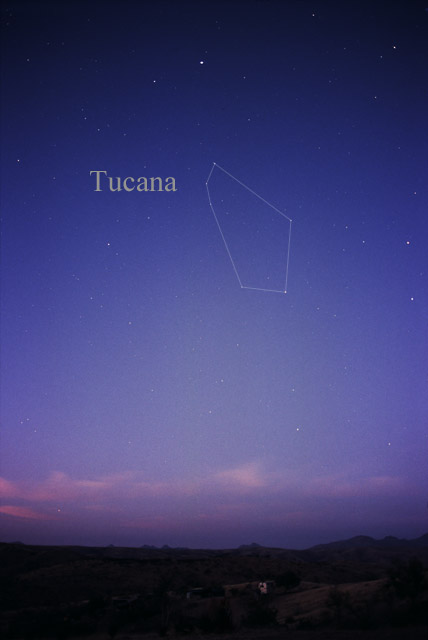
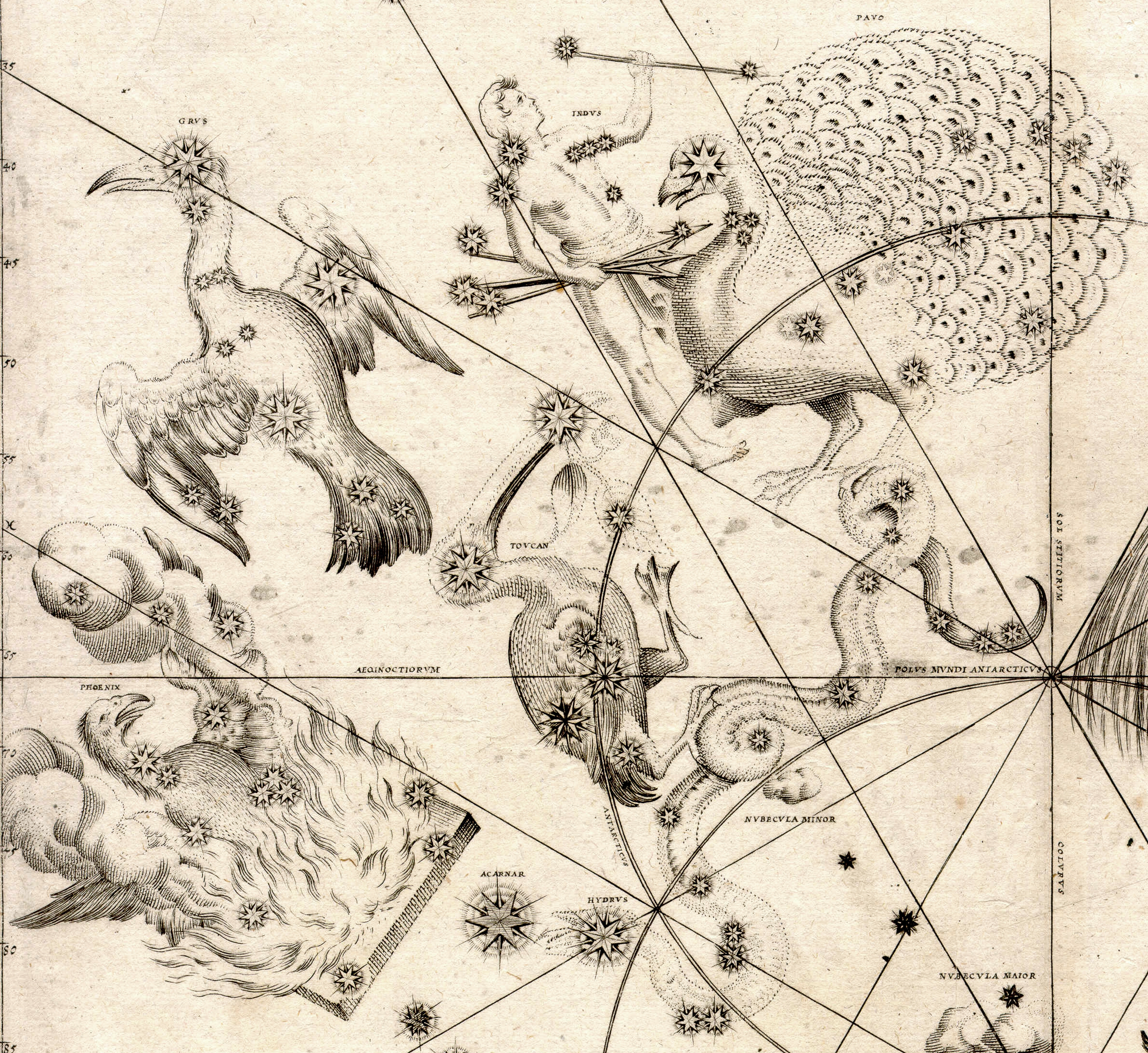

## Estrelles principals
L'estrella més brillant de Tucana, α Tucanae, està situada a la coa de l'au i és de la magnitud aparent 2,87. γ Tucanae és de la magnitud 3,99.
HD 216437 té un planeta.

### Taula de les estrelles de Tucana
| Estrella | Magnitud aparent | Magnitud absoluta | Distància (anys llum) | Tipus espectral |
| -------- | ---------------- | ----------------- | --------------------- | --------------- |
| α Tuc    | 2,87             | -1,05             | 199                   | K3III           |
| γ Tuc    | 3,99             | 2,28              | 72                    | F1III           |
| ζ Tuc    | 4,23             | 4,56              | 28                    | F9V             |
| κ Tuc    | 4,25             | 2,70              | 67                    | F6IV            |
| β¹ Tuc   | 4,36             | 1,20              | 140                   | B9V             |
| ε Tuc    | 4,49             | -0,81             | 375                   | B9IV            |
| δ Tuc    | 4,51             | -0,06             | 267                   | B8V             |
| β² Tuc   | 4,53             | 0,92              | 172                   | A2V             |
| ν Tuc    | 4,91             | 0,30              | 273                   | M4III           |
| η Tuc    | 5,00             | 1,56              | 159                   | A1V             |
| β3 Tuc   | 5,07             | 1,73              | 152                   | A0V             |
| HR 8531  | 5,31             | 3,75              | 67                    | F9V             |
| ι Tuc    | 5,36             | 0,70              | 279                   | G5III           |
| ρ Tuc    | 5,38             | 2,33              | 133                   | F6V             |
| λ² Tuc   | 5,45             | 1,40              | 210                   | G7III           |
| π Tuc    | 5,50             | 0,64              | 306                   | B9V             |

Nota: Els valors numèrics provenen de les dades mesurades pel satèl·lit Hipparcos

## Objectes celestes
Aquesta constel·lació conté el Petit Núvol de Magalhães, una galàxia irregular satèl·lit de la nostra Via Làctia.
S'hi poden trobar també dos cúmuls globulars pròxims al Petit Núvol de Magalhães, NGC 362 i NGC 104 (anomenat també 47 Tucanae).

## Història
Descoberta pels navegants neerlandesos Pieter Dirksz Keyser i Frederick de Houtmann al final del segle xvi, fou popularitzada per Johann Bayer degut a la publicació de l'obra Uranometria el 1603.